# フィアット・500 (2007年)

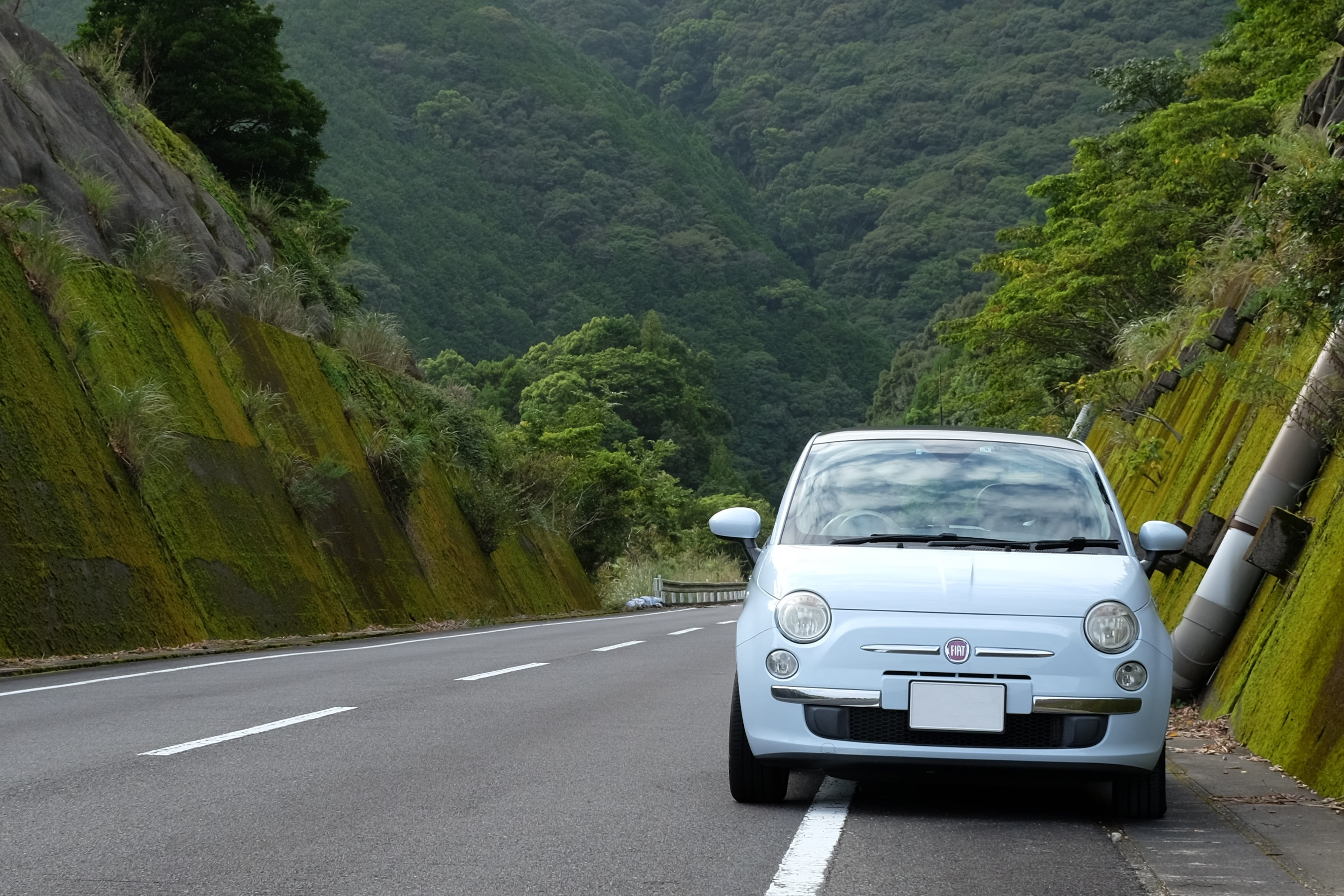
Fiat 500 1200 ラウンジ（2011年モデル）

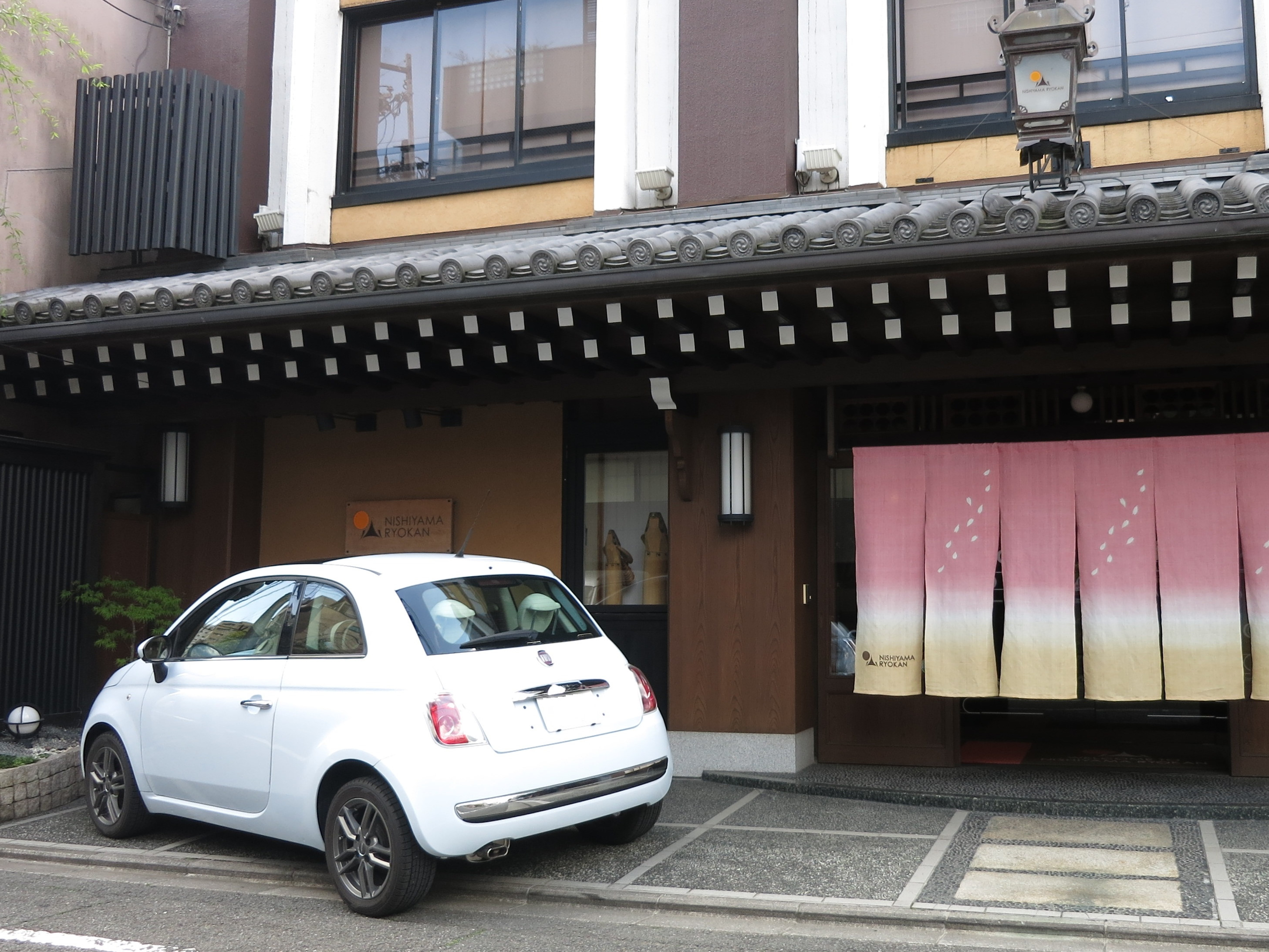
Fiat 500 1200 ラウンジ

フィアット・500(Fiat 500)は、イタリアの自動車メーカー、フィアットが2007年から生産している自動車である。NUOVA 500発売50周年にちなみ、デザインを一新して排気量も大幅に変更された新型500がイタリアで発表された。エクステリアデザインは NUOVA 500 をモチーフとしているが、駆動方式はFFに変更され、初代500、NUOVA 500とは異なる。

## 概要
2007年3月23日に発表され、同年中にイタリアを始めとしたヨーロッパ各国で発売。日本仕様は2008年3月15日に発売された。
エクステリアはNUOVA 500をイメージさせる丸みのあるボディで、小さいヘッドランプや軽くせり出したフロント周り、インテリアのデザインもメーターレイアウトなどにNUOVA 500の雰囲気を髣髴されるものとなっている。フォルクスワーゲン・ニュービートル、BMWによるミニ、フォード・マスタングなどと同様の「ヘリテイジライン」や「リビングレジェンド」、日本では「レトロスタイル」とも呼ばれる手法である。日本仕様では前席2名、後席2名の4名乗車とされ、後席シートは分割可倒式で185Lから550Lの容量のラゲッジルームを持つ。
最小回転半径は0.9L・1.2Lは4.7mだが、1.4Lは5.6mとなる。

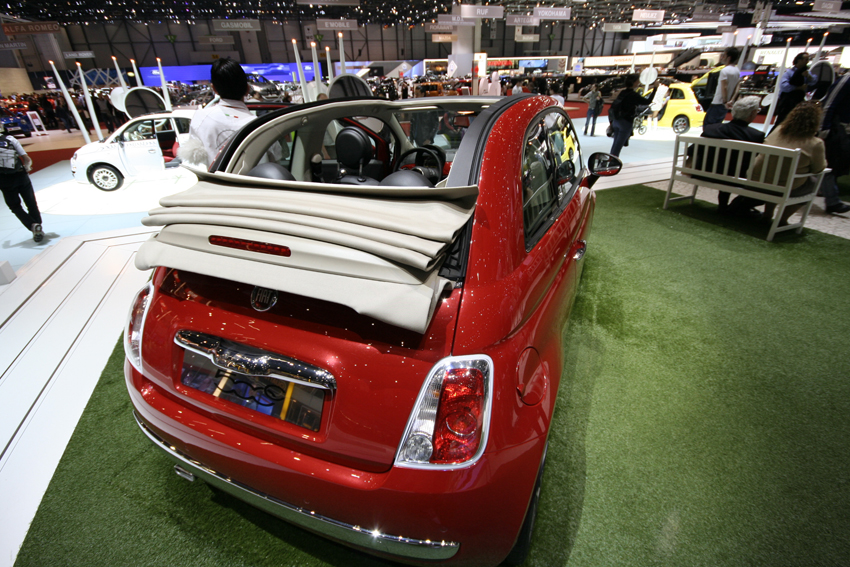
500C

グレードは通常モデルのほか、アバルトがチューニングを手掛けたアバルト・595やオープンモデルの500C（カブリオレ）も用意される。500Cにはピラーを残してルーフ前端からリアウインドウ下端までソフトトップが開くセミオープンのスライディングルーフ式が採用されている。これは初代や2代目と同じ方式だが、当モデルでは開閉が電動化されている。なお、重量の増加はグレードにより+10kg〜+40kgの範囲に留められている。さらにマセラティとのコラボレーションで製作されたアバルト・695エディツィオーネマセラティやフェラーリとのコラボレーションで製作された限定版ハイパフォーマンスモデルのアバルト695トリブートフェラーリも用意された。エディツィオーネマセラティは500Cをベースにポルトローナフラウ社が手掛けたインテリアを採用するなどしてマセラティのイメージを色濃く反映したモデルで限定499台の販売、トリブートフェラーリは総生産台数1696台中、152台がイギリス向け右ハンドル仕様として用意された。日本での右ハンドル仕様の導入は未定とされていたが、2012年3月19日、アバルト695トリブートフェラーリ トリブート アル ジャポーネとして新たに設定し、3月24日に予約受付を開始すると発表された。同モデルはビアンコ フジ（パールホワイト）の外装色にブラック内装を組み合わせた専用仕様となる。50台限定で価格は609.5万円。
特別仕様車も数多く設定され、外装色をピンクで仕上げた500 PINK!（日本への割り当ては50台）やファッションブランドのディーゼルとコラボレーションした500 by DIESEL（150台）、500C by DIESEL（100台）。専用外装色と専用色ソフトトップを組み合わせ、リヤコーナーセンサーとSTART&STOPシステムを追加した500C VINTAGE（150台）、サルサにヒントを得た500 GUACAMOLE（150台）、イタリアのアパレルメーカーGucciとコラボレーションした500 by Gucci、500C by Gucci、そして500 Giardinetta、500 Pastello、500 'O Sole Mio（オーソレミオ）などがある。
2008年、ヨーロッパ・カー・オブ・ザ・イヤーを受賞し、翌年の2009年、ワールド・カーデザイン・オブ・ザ・イヤーを受賞している。
この車は、しばらくヒット作がなく経営が思わしくなかったフィアットの業績回復にも寄与したといわれ、ヨーロッパに留まらず世界的なヒット作となった。2つある生産拠点のうち、9割以上を生産するポーランドのティヒ工場では2013年4月（発売から5年9ヶ月）に生産台数100万台を突破した（もう一つの生産拠点であるメキシコのトルーカ工場生産分を合わせると110万台）。

## トレピウーノ・コンセプト
デザインは2004年の第74回ジュネーヴ・モーターショーで初公開されたトレピウーノTrepiúnoコンセプトカーを基としている。デザインはインハウスデザイン室フィアット・スティーレFiat Stile Centreによるもので、同社のRoberto Giolitoのデザインスケッチが採用された。オリジナルの2代目Fiat500に似たレトロな見た目をもつ。
"トレピウーノTrepiúno"というのはトレ・ピウ・ウーノtre piú unoをつづめた言葉で、イタリア語で「3足す1」の意味。スポーツカーなどでしばしば見られるツーシートに実用に耐えられないほどに狭い後部座席2席つき（2＋2と総称される。2+2参照）という配置の変形であることを示す。助手席のレッグスペースの部品をコンパクト化し、高性能のより薄いシートを採用することにより、大人サイズのフル後部座席を設けられるレベルに助手席を前進させることができたため（これが3tre）。運転席の後ろは小さめな席になる（これが＋1 piú uno）。

## メカニズム

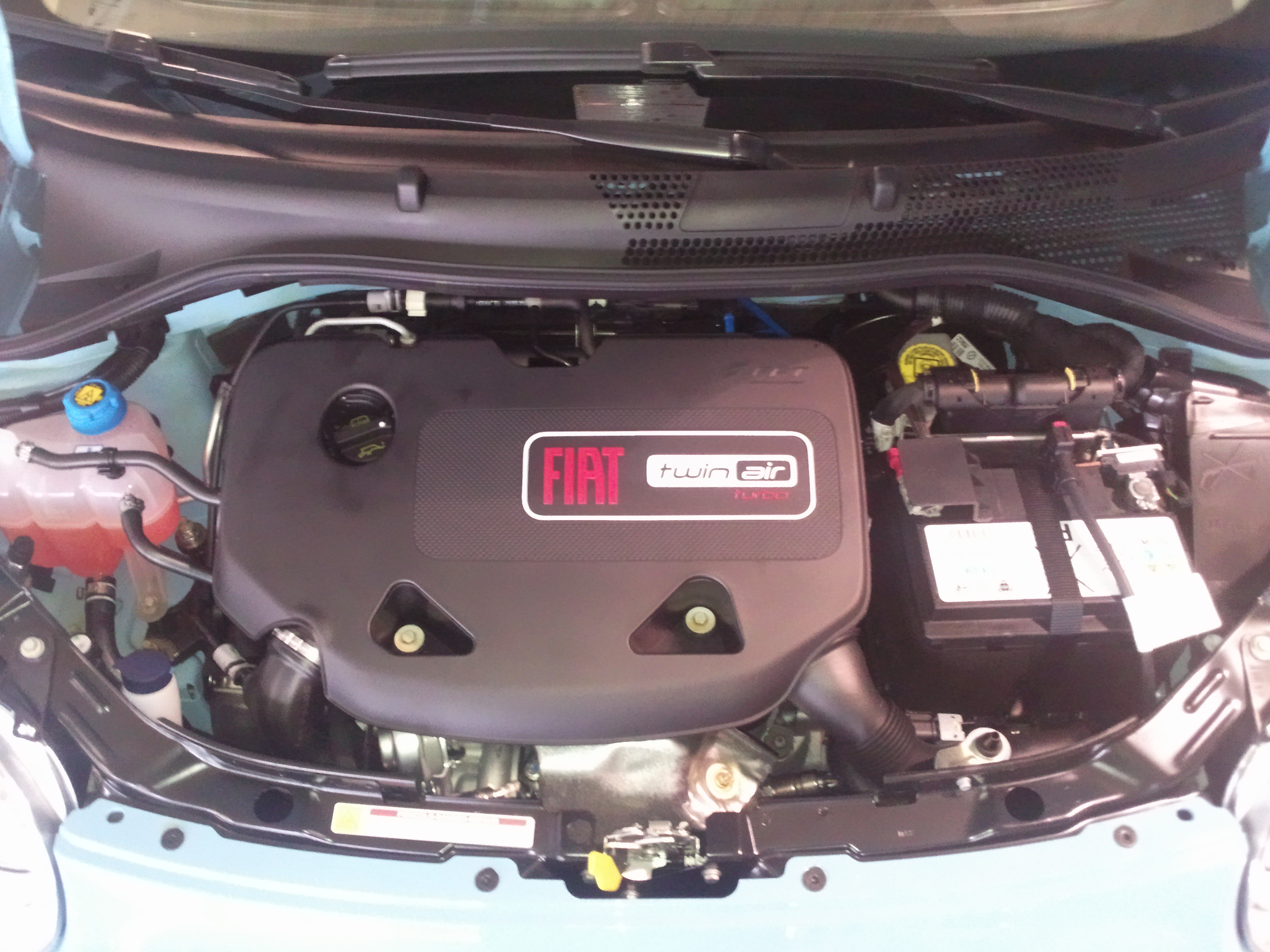
Twin Air エンジン

フォードと提携し（後に登場する2代目フォード・Kaは3代目とメカニズムやプラットフォームなどを共用している）、フィアット・パンダとはプラットフォーム、エンジン、トランスミッション、リアサスペンションや電装品の大部分を流用する姉妹車である。ともにポーランド・シロンスク県で製造される。
エンジンは直列4気筒SOHC8バルブの1.2Lと吸気バルブをカムシャフトではなく油圧ピストンで駆動する“Multi Air（マルチエア）”と呼ばれるバルブ機構を搭載した直列4気筒SOHC 16バルブ1.4Lのガソリンエンジン（アバルトは直列4気筒DOHC 16バルブのガソリンターボ）と直列4気筒SOHC  16バルブ1.3 Lディーゼルターボエンジン。後にガソリンエンジンに新開発となる直列2気筒SOHC 8バルブ875 ccのガソリンターボ“Twin Air（ツインエア）” が追加された。Twin AirとMulti Airはインタークーラー付ターボを採用することで、少気筒・小排気量でありながら最高出力と最大トルクを向上させる、いわゆるダウンサイジングターボである。加えて、START&STOPシステムを備えることで最高21.8km/lの低燃費とCO2の大幅削減を達成、1.4L車比で従来の実に58%もの燃費向上を実現している。また、出力性能が同程度の4気筒に比べエンジンのサイズ、重量が非常に短く（-23%）、軽く（-10%）仕上がっていることも特徴で、将来に備えてメタン燃料システムやハイブリッドシステムとの組み合わせにも対応するように設計されている。
全車が欧州排出ガス規制のEuro 5をクリア、日本でも平成22年度燃費基準+10%を達成している。CO2排出量は0.9Lのツインエア搭載モデルが最も少ない92 g/km、1.3Lディーゼルは104 g/km、1.4Lでは135 g/kmとなっている。
複数のエアバッグや電子制御式スタビリティコントロール、ハイドローリックブレーキアシスト、アンチサブマリニングシートなどの最新の安全装備のほか、MP3対応のカーステレオやトリップコンピューター付きマルチファンクションディスプレイなどの最新の装備、本国では内外装の多彩なオプションが用意されている。

## 年表
- 2010年
  - 7月：875ccのコンパクトな2気筒SOHC8バルブのガソリンエンジン「Twin Air」（ツインエア）モデルを追加、日本市場へは2011年3月に投入。日本での販売台数が、2008年2,500台・2009年3,000台・2010年4,300台と比較的順調なことを受けて、2009年7月にバニライエローの外装色を施した1.2 8V ポップ バニライエローを、2010年6月にはサッカーイタリア代表と同じ“ブルーヴォラーレ”とよばれる薄青色の外装色とSTART&STOPシステムを施したAZZURRA（アッズーラ: 青）を発売した。そして同年9月にオレンジの専用外装色を施しアルミホイールやSTART&STOPシステムを装備したARANCIA（アランチャ: オレンジ）の発売と同時に500シリーズ全車にSTART&STOPシステムが標準装備された。同年11月には赤×白の内外装を特徴としたBICOLORE（ビコローレ: 2色）を発売。
- 2011年
  - 3月：日本国内販売登録台数10,000台を達成[15]。
  - 6月：黄/黒のボディーカラーを特徴とした500 POP BI、500C POP BIといった特別仕様をいずれも日本市場限定300台（ビコローレ/POP BIはそれぞれ50台）で発売。
- 2012年
  - 4月10日：ツインエアのエントリーモデルのツインエアポップをベースに、ベスビオ火山をイメージした灰色のボディーカラーを特徴としたVESUVIO（ヴェスヴィオ）を日本市場限定100台で発売。
  - 4月13日：ビルシュタイン製の足回りを採用する500+BILSTEINを50台限定発売。
  - 6月：ツインエアをベースにしたツインエア・スポーツ（AT仕様・400台限定）とツインエア・スポーツプラス（MT仕様・250台限定）を発売。
  - 9月13日：エレクトロクラッシュグレーの外装色やクロームパーツを装備したCLASSICA（クラシカ）を50台限定で発売。
- 2013年
  - 2月4日：ツインエアポップをベースに淡いピンク色の外装色を特徴とした「フィオーレ・ローザ」を限定150台で発売。
  - 4月：ツインエア ポップをベースに5速MT、専用エアロバンパー(2011年のショーモデル「500クーペザガート」と同意匠)、専用シート表皮、専用デザインのアルミホイール、ルーフスポイラーなどを装備した「500S」を追加。
  - 10月17日：500SにAT限定免許で運転可能なデュアロジック（セミオートマチック5速トランスミッション）を搭載した「500S Automatica（オートマティカ）」を11月2日から100台限定で発売すると発表。カラーは、これまで500Sに設定がないカントリーポリタンイエローを採用[16]。同日に、FIAT 500国内販売2万台突破を記念して、「500 Super Pop」を11月2日から予約受付、11月27日から300台限定で発売することを発表[17]。ベース車と比べてワインレッドのステアリングホイールカバーとシフトノブ、ビンテージスタイル ホイールカバーキット、500 Super Pop専用バッヂを装備しながら20万安い179万という価格設定。
- 2014年
  - 1月21日：好評であったSuper Popの第2弾「FIAT 500 Super Pop 2」を2月1日から発売すると発表。今回は2タイプ用意され、カラーはボサノバホワイトのみの設定となる。専用バッジ、ビンテージスタイルのシャドウクロームミラーカバーとホイールカバー、専用の赤いシートと専用ロゴ入りレザーシフトノブを装備しながら、前回同様1.2で20万、ツインエアで21万安の価格設定[18]。また、同日にスイーツをイメージした「500 Panna」「500C Panna」を発表、こちらも2月1日発売開始。「500 Panna」はタンカラーのレザーシートに電動サンルーフを搭載し、ベースモデルよりも安くしたもので100台の限定、「500C Panna」はタンカラーのレザーシートにベージュのソフトトップ、15インチアルミホイールを装備しつつ「500C TwinAir Lounge」よりも安くしたもので50台の限定[19]。
  - 4月4日：「FIAT 500 1.2 Super Pop 3」を発売[20]。好評であったSuper Pop/2同様、ボサノバホワイトのボディに専用バッジとビンテージスタイルシャドウクロームミラーカバー、専用ロゴ入りレザーシフトノブ等を追加しつつ、ベースモデルと比べて20万円安い価格設定で200台の限定。
  - 7月12日：FIAT 500誕生7周年を記念した「FIAT 500 1.2 Super Pop Birthday Edition」を200台限定で発売。ブルーをシフトノブとバッジに採用[21]。
  - 6月6日：「FIAT 500 GELATO」「FIAT 500C GELATO」を発表、6月14日発売[22]。「500 TwinAir Pop」「500C TwinAir Pop」をベースに、バニライエローカラーにアイボリー／チョコレート色のシートを組み合わせたもので、ジェラートを片手にイタリアのバケーションを楽しむ光景をイメージ。500が150台、500Cが80台の計230台限定。
  - 7月8日：テレビアニメ「ハナヤマタ」とコラボレーションした「FIAT 500 TwinAir Pop “Hanayamata” Edition」を限定1台発売[23]。2014年9月4日までの受付で、500 TwinAir Popをベースに当選者が5人をイメージしたデザインから好きな一つを選べる。それ以外の仕様はベース車に準じる。
  - 8月29日：限定車「500 Pelle」（Pelleはイタリア語で革を意味する）を発表、9月6日発売。500 TwinAir Popをベースに、新デザインのアルミホイール、イタリアのラグジュアリー家具ブランド「Poltrona Frau」の本革シートを装備。ブラウンが50台、レッドとブラックが各100台の合計250台限定[24]。
  - 9月11日：限定車「FIAT 500S + BILSTEIN」を30台の限定（ボサノバホワイト15台、パソドブレレッド5台、フットルースブルー5台、ブルーヴメタルグレー5台）で発売[25]。マニュアル車の500Sに、ビルシュタイン社製ローダウン&車高調整式サスペンションキットをセットにしており、価格はベースモデルと同一。
  - 9月30日：「FIAT 500S」を仕様変更[26]。フィアットブランドとしては初めて「TFTメータークラスター」を採用しつつも、価格は旧モデルと同額。また、カラーはブルーがこれまでのフットルースブルーからブルーイタリー（500S専用色）に変更。
  - 12月6日：限定車「FIAT 500 CULT」を100台の限定発売[27]。500 TwinAir LOUNGEをベースに、16インチアルミホイール、TFTメータークラスター（エコインジゲーター付き）、ブラックアイライナー入りランプ、クロームミラーカバー、ブラックとアイボリーカラーのPoltrona Frau本革シートを装備し、色はカントリーポリタンイエローのみの設定。
  - 12月15日：限定車「FIAT 500 Giallo Vaniglia（ジャッロ ヴァニリア）」70台をインターネットで発売[28]。バニライエローカラーの500 TwinAir Popをベースに、9月に発売された「500 Pelle」同様、「Poltrona Frau」の本革シート、15インチアルミホイールを装備。
- 2015年
  - 1月7日：限定車「FIAT 500 Pecorella（ペコレッラ、イタリア語で「子羊」を意味）」100台の1月24日からの発売[29]を発表。500 TwinAir Popをベースに、「500 Pelle」や「500 Giallo Vaniglia」同様、「Poltrona Frau」のブラウンカラー本革シート、15インチアルミホイールを装備。
  - 2月2日：限定車「FIAT 500 Crema Caffe（クレマ カフェ）」及び「GO&FUN」各200台の2月14日からの発売を発表[30]。両車とも1.2 POPがベースで、「Crema Caffe」はニューエイジクリームのボディカラーとベージュ/グレーの内装を採用。クローム仕上げキット（サイド*ウインドーボトムライン、エキゾーストパイプフィニッシャー、アクセントライン付バンパー）、500ロゴ入りサイドプロテクションモールディング、15インチアルミホイールを装備しつつ通常20万高の価格を10万高で抑えたモデル。「GO&FUN」は、イタリアのエナジードリンクブランドであるGO&FUNとコラボレーションしたモデルで、外装のリアハッチと車内のセンターコンソールに500とGO＆FUNのダブルネームオリジナルエンブレムを装着し、税込180万を切る価格のモデル。
  - 2月25日：限定車「Fiat 500C Mimosa（ミモザ）」を3月8日から[31]、「Fiat 500S Essenza（エッセンツァ）」を3月14日[32]から発売すると発表。「Mimosa」は40台限定で、500C TwinAir Loungeをベースに、ミモザのフラグレンスとオリジナルエンブレムを装備しつつ価格を「500C 1.2 Pop」と同一で、ベースモデルよりも税込で約25万円安に設定。「Essenza」は100台限定で、500Sをベースに赤のアクセントが入った「Poltrona Frau」のブラック本革シート、ボディカラーに特別色のグレーを採用。
  - 2月25日：限定車「Fiat 500/500C Mentorzata（メントルザータ）」を4月11日から[33]発売すると発表。名前の由来はイタリアで飲まれているミントとアーモンドミルク味のシロップフレーバーの甘く冷たいドリンクから。両車とも1.2 Popがベースで、ミントグリーンのボディに「Poltrona Frau」のブラウン本革シートと15インチアルミホイールを装備。500は150台、500Cは90台の計240台限定。
  - 5月1日：限定車「Fiat 500 Perla（ペルラ）」「Fiat 500C Tetto Rosso（テットロッソ）」を5月16日から発売すると発表[34][35]。「Perla」は、真珠を想起させる三層仕上げパールペイントの500 TwinAir Loungeをベースに「Poltrona Frau」の本革シート、TFTメータークラスター、クロームミラーカバー、リアプライバシーガラス、16インチアルミホイールを装備した100台限定のもの。「Tetto Rosso」は、500C 1.2Popをベースに通常設定が無いグレーのボディカラーに赤のソフトトップを組み合わせた50台の限定のもの。
  - 6月24日：限定車「Fiat 500/500C Gialla（ジャッラ）」を7月4日から発売すると発表[36]。両車ともベースは1.2 Popで、カントリーポリタンイエローのボディカラーに15インチアルミホイールを装備。500が160台、500Cが90台の計250台限定。
  - 7月25日：日本での販売台数30000台を記念した限定車「Fiat 500 Super Pop Topo」を発売[37]。1.2 Popをベースに前年発売された「Super Pop」シリーズ同様、価格を標準モデルよりも20万以上安く設定。ブルーヴォラーレが100台、ボサノバホワイトが200台の計300台限定。名前の由来は、「Fiat公式キャラクターコンテスト」で優勝し公式キャラクターに認定された「TOPO FIAT（トポ フィアット）」の誕生を記念したもの。
  - 9月5日：限定車「Fiat 500 Vintage」を発売[38]。TwinAir Loungeをベースに第85回ジュネーブモーターショーにて発表された「NUOVA 500」へのオマージュモデルとしたもの。フロント/リアカバー、アルミホイールカバー、ステアリングにはヴィンテージタイプのFIATエンブレムを装飾。ミラーカバー、ルーフとアンテナ、インストルメントパネルは白でコーディネートされており、アルミホイールも専用デザインでブラウン/アイボリーのPoltrona Frauレザーシートを装備。カラーはブルーヴォラーレ/ホワイト（ルーフ）のみで、120台限定。
  - 10月30日、限定車「Fiat 500 Super Pop Auguri!（イタリア語の「おめでとう」に由来）」を11月7日から発売すると発表[39]。カラーはパソドブレ レッドとボサノバ ホワイトで各100台限定。パソドブレ レッドはこれまでのSuper Popシリーズに設定が無かったカラー。1.2 Popをベースに、ビンテージスタイルホイールカバーキットを装備しつつ価格をこれまでのSuper Pop同様180万を切る価格に設定。
- 2016年
  - 1月23日：マイナーチェンジを実施[40]。エクステリアではPopのヘッドライト形状をプロジェクター式に変更したほか、フロントとリアのバンパー形状、TwinAir Loungeのアルミホイールデザインの変更等が行われ、インテリアでは全モデルのオーディオを5インチのタッチスクリーン仕様に変更し、同時にステアリングホイールにオーディオコントロール機能を追加。また、ボディカラーにこれまで限定色のみだったミント グリーンとカントリーポリタン イエローを追加。
  - 4月16日：マイナーチェンジ後初の特別仕様車となる「Super Pop Amore」を発売[41]。イタリア語で「愛」を意味する専用のAmoreバッジを装備しつつ、価格をベース車の1.2Popよりも約18万円下げている。カラーはボサノバホワイトと通常の1.2Popで設定が無いブルーヴォラーレから選択可能で、各色100台の限定。
  - 12月3日：マイナーチェンジ後設定されていなかったマニュアル車の「500S」を限定車として発売[42]。限定150台（ボサノバホワイト80台、グルーブメタル グレー60台、ブルーイタリー10台）で500同様、LEDデイライトやヘッドランプをプロジェクタータイプに変更するなどの各種変更がなされる。
  - 12月10日、特別仕様車「500 Scacco（イタリア語でチェック柄の意）」発売[43]。限定200台で、内訳はボサノバホワイトとコーラルレッドが各100台。通常1.2リッター車には設定していない「1.2 Lounge」をベースにチェック柄のシートを採用し、15インチアルミホイールや500では初となる「BeatsAudioプレミアムサウンドシステム」を特別装備。
- 2017年
  - 2月25日：500の限定車「500/500C Super Pop Ciao」を発売[44]。ベースモデルの「500/500C 1.2Pop」より約15万円安価であることが特徴で、500のボサノバホワイトが100台、パソドブレレッドが50台、500Cのボサノバホワイトが50台。500Cには通常のベース車両で設定が無いベージュカラーのソフトトップが組み合わされている。
  - 9月16日：限定車「Fiat 500 alla Moda（イタリア語でおしゃれの意）」を発売[45]。ボサノバホワイトと初導入のアバンギャルド ボルドーの各50台限定。通常設定が無い1.2 Loungeをベースに、ブラウンのPoltrona Frau本革シートとクロームミラーカバーを追加。
  - 11月18日、限定車「Fiat 500 Cromata（イタリア語で「クローム」の意）」を発売[46]。ボサノバホワイトとパソドプレレッドの各50台（計100台）限定。「1.2 Pop」をベースにクロームミラーカバー、ビンテージスタイルホイールカバーキット、ドアシルプレートに加え通常では「Lounge」に装備される専用デザインファブリックシートを特別装備。
  - 12月2日、限定車「Fiat 500S Decibel（デチベル、イタリア語で「デシベル」を意）」を発売[47]。テックハウス・グレー60台とクロスオーバー・ブラック30台の計90台限定。「500S」をベースにBeats Audioプレミアムサウンドシステムを特別装備し、アルミホイールに16インチの7スポークを採用。
- 2018年
  - 3月3日：限定車「500 Pura」を発売[48]。カラーは500では世界初となるアイボリーで200台限定。「1.2 Lounge」をベースにクローム仕上げのエクステリアミラーハウジング、ダイヤモンドフィニッシュを施した15インチアルミホイール、電動サンルーフ、リアプライバシーガラスを装備。
  - 4月14日：限定車「500 Mirror」を発売[49]。「1.2 Pop」をベースにカラーにイタリアンブルーを採用した限定100台。Bピラー専用バッジ、専用15インチアルミホイール、クローム仕上げのエクステリアミラーハウジングに加え、通常1.2 Popに設定がないフォグライトを装備。
  - 5月26日：限定車「500 Super Pop Chocomoo Edition」を発売[50]。「1.2 Pop」をベースとした100台限定のもので、人気イラストレーターのChocomooによるデザインのリアゲートステッカー、インストルメントパネルステッカー、ヘッドレストカバー／フロアマット、ドリンクホルダーを装備しつつ、キーホルダーを専用デザインとしているが、価格は「Super Pop」同様に安く抑えている。
  - 5月21日：Nuova 500発売60周年を記念した限定車「500C 60th」を発売[51]。「1.2 Lounge」をベースとした限定50台のモデルで、伝統的なカラースキームである2トーン・ボディカラー「ビコローレ」を採用。FIATビンテージロゴをフロント、リア、ステアリングホイールに配し、エンジンフードクロームライン、クローム仕上げエクステリアミラーハウジング、Bピラー60thロゴ、16インチアルミホイール、ボルドーシートパイピングとインストルメントパネル、フロアマット、キックプレートに加えTFTメータークラスターを装備。
  - 6月9日：限定車「500S Manuale（マヌアーレ、イタリア語で「自ら操る」の意）」を発売[52]。アルペングリーン・マットメタリックが60台、イタリアブルー・メタリックが40台の計100台限定。通常の500では設定が無いマニュアル車で、専用のファブリックシートやインストルメントパネル、レザースポーツステアリングホイール、TFTメータークラスター、15インチ5ダブルスポークアルミホイール等を装備。
  - 6月16日：限定車「500 Anniversario（アニベルサリオ）」をチンクエチェント登場60周年を記念して限定販売[53]。グリーンティーリーフ（内装アイボリー/グリーン）が100台、オレンジ（内装アイボリー/オレンジ）が300台の計400台限定で、「1.2 Lounge」をベースに、クロームエンジンフードライン、クローム仕上げエクステリアミラーハウジング、FIATビンテージロゴ（フロント/リア/ステアリングホイール）、Anniversarioロゴ（リア）、16インチビンテージスタイルアルミホイール+195/45R16タイヤ、専用ファブリックシート、専用インストルメントパネル、専用フロアマットを装備。
  - 7月14日：限定車「Fiat 500 Tropicale（トロピカーレ）」を発売[54]。コーラルレッド（内装アイボリー/コーラル）の150台限定販売。1.2ラウンジをベースにし、14スポークVデザイン15インチアルミホイール、専用シートカラー、リアプライバシーガラスを装備。
  - 9月15日：Fiat500シリーズ（500/500C 1.2 Pop、500 TwinAir Pop、500／500C TwinAir Lounge）の車載インフォテインメントシステム「Uconnect（ユーコネクト）」を最新モデルに切り替え[55]。「Apple CarPlay」「Android Auto」に対応し、USBケーブル経由でのスマートフォンとの連携が大きく改善され、スマートフォンの地図アプリやナビ機能などもモニターへ表示できるようになった。タッチパネルを5インチから7インチへ拡大して視認性や操作性の向上が図られている。これ以外の仕様は従来からほとんど変更はないが、「Uconnect」対応によりステアリングホイールのディスプレイの変更があったほか、アンテナベースが前後方向に大きくなり、アンテナ自体の断面も楕円から真円へと変更（500Cを除く）。価格はベースモデルの1.2Popでは税込199万8000円と200万を切る設定。
  - 10月13日：限定車「Fiat 500/500C Zaffiro（ザッフィロ）」を発売[56]。カラーはエピックブルー（内装ブラウン/アイボリー）で、「500 Zaffiro」が100台、「500C Zaffiro」が30台の限定。ポルトローナ・フラウのレザーシート、16インチ24スポークXデザインアルミホイール、クローム仕上げエクステリアミラーハウジングを装備。
  - 11月17日：限定車「Fiat 500 Lusso（ルッソ）」を発売[57]。ミントグリーン（内装ブラウン）と、ボサノバホワイト（内装ブラウン/ボルドー）の車体色で、限定300台発売。通常設定の無い「500 1.2 Lounge」をベースに、ポルトローナ・フラウのレザーシート、15インチ18スポークUデザインアルミホイール、クローム仕上げエクステリアミラーハウジングを装備。
- 2019年
  - 2月16日：限定車｢Fiat 500 / 500C Collezione（イタリア語でコレクションの意）」を発売[58]。通常設定が無いオペラボルドーをボディカラーに設定し、エクステリアには専用ブロンズビューティラインと16インチのXデザインブロンズアルミホイール、リア専用ロゴを、インテリアにはリアプライバシーガラス（500のみ）、専用デザインのファブリックシート、インストルメントパネル、フロアマットに加えTFTメータークラスターを装備。500が160台、500Cが40台の限定。
  - 4月5日：限定車「Fiat 500 Unisex」を発売[59]。「500 TwinAir Lounge」をベースにポルトローナ・フラウのレザーシート、クローム仕上げエクステリアミラーハウジング、16インチ24スポークXデザインアルミホイールを特別装備した。カラーは、ボディがオペラボルドーとコロッセオ グレー、インテリアがボルドー／アイボリー及びブラウン／アイボリーで、計120台限定。
  - 6月15日、限定車「500S Manuale Rossa（マヌアーレ・ロッサ、イタリア語でマニュアルの赤の意）」を発売[60]。通常は設定がないTwinAirエンジン+マニュアル車で限定は80台。マニュアルモデル専用のフォグランプ付フロントバンパーやサイドスカート、リアバンパーを装備し、エキゾーストフィニッシャーもクロームで仕上げ、通常モデルでは装備されないTFTメータークラスターも装備。カラーは車名の通りパソドブレ レッドのみ。
  - 9月7日：フィアットの創業120周年を記念した限定車「Fiat 500 Super Pop Centoventi（チェントヴェンティ、イタリア語で120の意）」を発売[61]。「1.2 Pop」をベースに、フロントフェンダーとリアゲートにフィアットが初めて世に出した3 1/2hpを描いた専用ステッカーを装備し、これまでの「Super Pop」シリーズ同様、通常モデルよりも15万8千円（消費税8%込）安い価格設定とし、ボサノバ ホワイトが120台、パソドブレ レッドとミント グリーンが各60台の計240台限定。
  - 9月19日：フィアットの創業120周年を記念した限定車の第二弾である「Fiat 500 / 500C 120th Tuxedo」を発売[62]。その名の通りタキシードにインスピレーションを受けたモデルで500が185台、500Cが100台の計285台限定。「1.2 Lounge」をベースに3層仕上げのパールペイントを施したアイスホワイトをベースに、ルーフ・ピラー・ドアミラーをブラックにしたピコローレ（2トーン）のボディカラーを採用。エクステリアにはブロンズのクロスメッシュデザインを採用した16インチの専用アルミホイール、専用120周年記念バッジを装備し、インテリアはブラックインストルメントパネルや縦ストライプが特徴の専用ファブリックシート、TFTメータークラスターを採用した。500ベース車に関してはBeats Audio プレミアムサウンドシステム及びガラスルーフも装備されている。
- 2020年
  - 2月15日：限定車「Fiat 500 Super POP Giappone（イタリア語で日本の意）」を発売[63]。水引をモチーフにしたステッカーをフロントフェンダーとインストルメントパネルに専用装備として追加した。これまでのSuper Popシリーズ同様、税込189万円と1.2Popに比べて11万円安い価格設定で、通常はオプションのパソドプレ・レッドとミント・グリーンもボサノバ・ホワイトと同じ価格で提供される。ボサノバ・ホワイト120台、パソドブレ・レッド40台、ミント・グリーン40台の限定。
- 2021年
  - 6月5日：グレード体系を変更[64]。従来の「Pop」「Lounge」を「Cult」「Dolcevita」に変更。「Cult」にはクルーズコントロールとパドルスイッチ、スピードリミッターを標準装備した。「Dolcevita」にはそれに加えてフロントフェンダーのDolcevitaトリムバッジ、TFTメータークラスターを標準装備。パワートレインは「Cult」が1.2とツインエアの2タイプ（500Cは1.2のみ）、500のみに設定される「Dolcevita」がツインエアのみで、ボディカラーは、新たにポンペイグレーと「500/C Cult」のみシチリアオレンジを加えた全4色となる。
- 2022年
  - 9月17日：限定車「500 1.2 DOLCE」を発売[65]。「500 Cult」をベースに、上位モデルである「TwinAir Dolcevita」同様の装備を加えつつ、価格を「TwinAir Dolcevita」に比べて450,000円安くしたもの。限定はボサノバ ホワイトが320台、パソドブレ レッドが130台、ポンペイ グレーが80台の計530台。
- 2023年
  - 7月20日：限定車「500/500C Sempreverde」を発売[66]。イタリア語でエバーグリーンや常緑を意味するSempreverdenoの名の通り、「TwinAir Dolcevita」をベースにボディカラーと内装のダッシュボードに専用色のルジアーダ グリーンを採用。他に、スペシャルデザインの16インチダイヤモンドカットアルミホイールと500Cにはブラックの電動ソフトトップを特別装備として追加した。限定は500が200台、500Cが100台の計300台。
  - 7月22日：限定車「Super Pop Italia」を発売[67]。2020年発売の「Super POP Giappone」以来の「Super Pop」シリーズとなり、「1.2 Cult」をベースに、イタリアンフラッグのバッジとフロアマットを特別装備して価格をベース車よりも抑えた。限定はボサノバ ホワイトが100台とシチリア オレンジが50台の計150台。
  - 10月31日：同日を以てツインエアエンジンの生産終了[68]。その為、「TwinAir Cult」「TwinAir Dolcevita」は在庫限りとなる。
- 2024年
  - 3月8日：「500 1.2 Cult」の仕様変更[69]。ホイールを14インチスチールホイールから15インチアルミホイールにグレードアップ、ミラーキャップのカラーをボディ同色からブラックに変更、シートをフィアットロゴがエンボス加工されたブラックファブリックシートに変更しつつも、価格を従来モデルから3万円安くした。
  - 4月25日：新グレード「1.2 Dolcevita」を発売[70]。「1.2 Cult」と比べて、フロントフォグランプ、ドアシルプレート、ガラスルーフ、オートエアコン等を標準装備した。また、同日に限定車「500/500C Grande Blu」を発売。ボディカラーに限定色のエピックブルーを採用し、ブルーのレザーシフトノブやインストルメントパネルを特別装備した。500Cベースは、アイボリーカラーのソフトトップを採用している。限定は500が150台、500Cが100台の合計250台。
  - 5月21日：2024年5月で日本向け生産を終了することを発表した[71]。以後は在庫限りとなり、2008年から16年間にわたった国内販売は終了する。約13万台が日本で販売された。
  - 8月29日 - 最後の限定車「500C Collezione 1957（コレッツィオーネ ミレノベチェントチンクワンタセッテ）」を発売[72]。全世界1,957台限定で、日本にはそのうち75台が設定される。「1.2 Dolcevita」をベースに、エクステリアにはクロームサイドミラーキャップ、ダイヤモンドカット16インチアルミホイール、新旧500のシルエットを採用したリアガラスデカールを、インテリアではポルトローナ・フラウのペレ・レザー使用シート、ウッド調インストルメントパネル、専用センターコンソールプレート、デジタルメータークラスター（ECOインジケーター付）を特別装備として追加した。カラーは、ジェラートホワイト/ルジアーダグリーン（2トーン）のみでソフトトップカラーはアイボリー。
  - 9月10日 - 最後の特別仕様車かつ「ルパン三世」とのコラボレーションモデル（日本でのフィアット・600e発売を記念したもの）となる「500/500C SPECIAL EDITION」を発売[73]。「FIAT×ルパン三世」の7つのアクセサリー（「FIAT×LUPIN THE THIRD」バッジ、刺繍入りフロアマット、イラスト入りラゲージフルカバー、「ルパン三世」イラスト入りドリンクホルダープレート、シートサイドオーナメント、チームルパンシルエットリアガラスデカール、1/24サイズ FIAT 500F 1995 イエローミニカー）を装備しつつ価格を据え置いた。

NUOVA 500の再来を強調する発表方法 （ヴィチェンツァ）
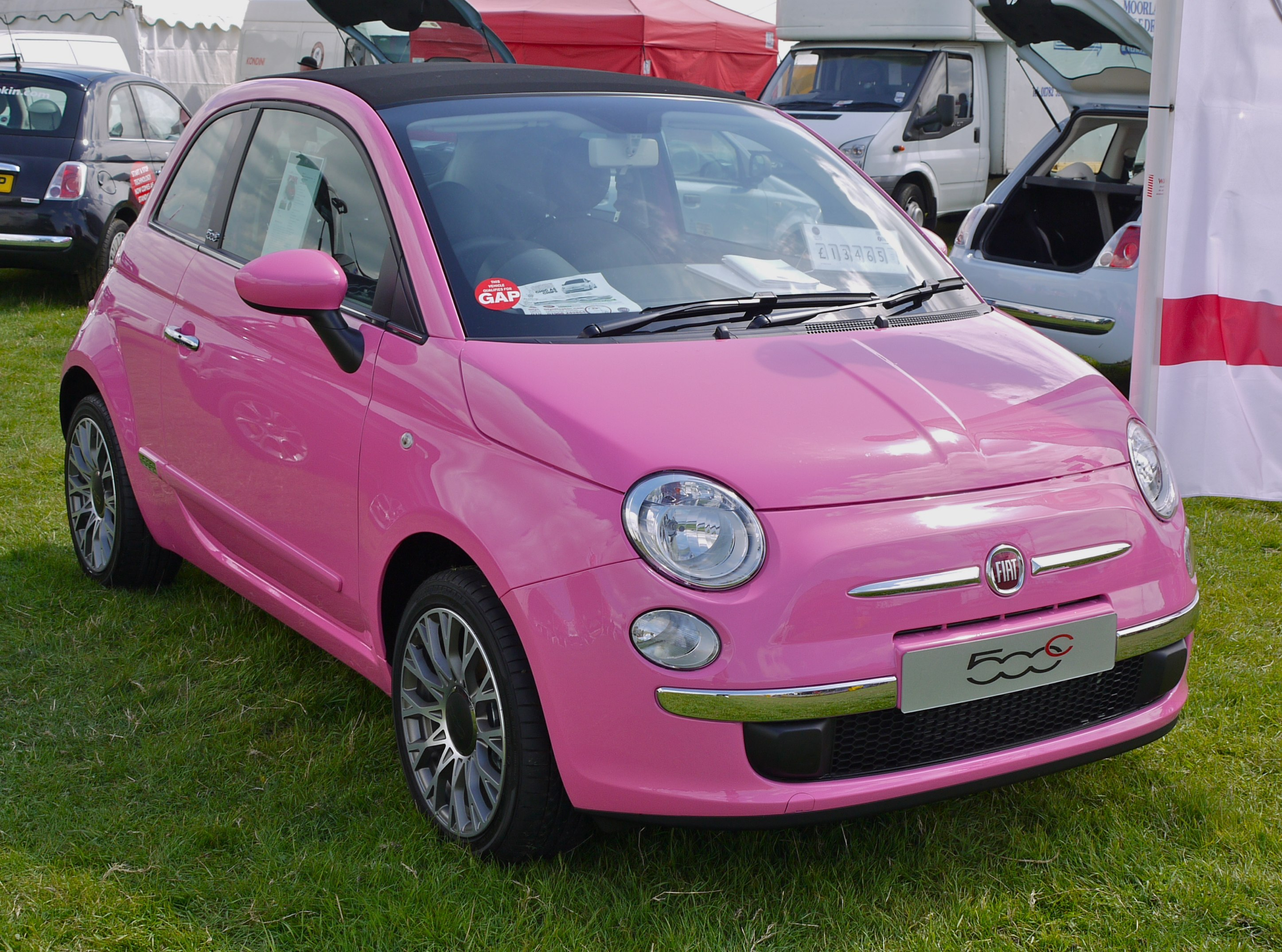
500 PINK!
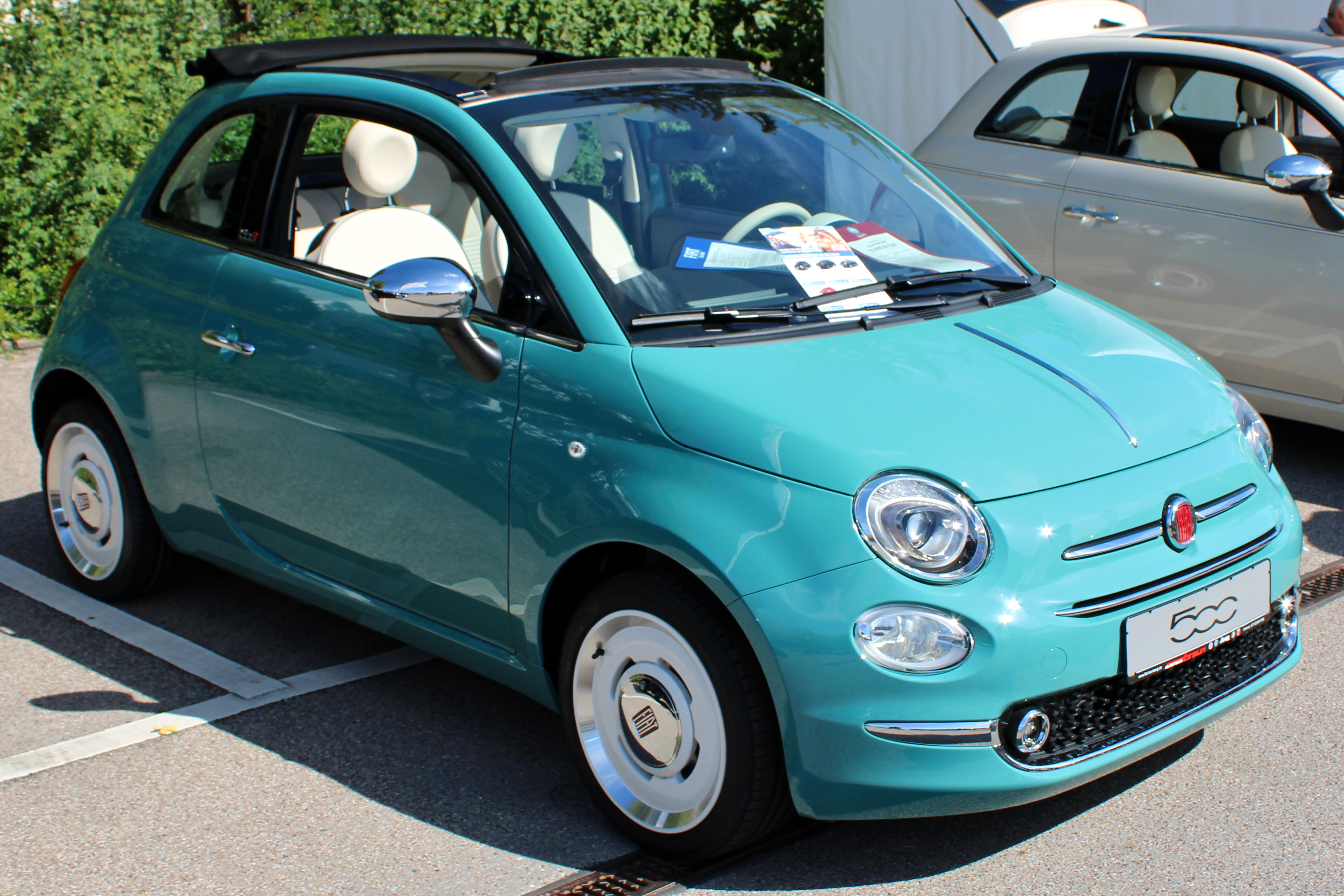
500C Anniversario
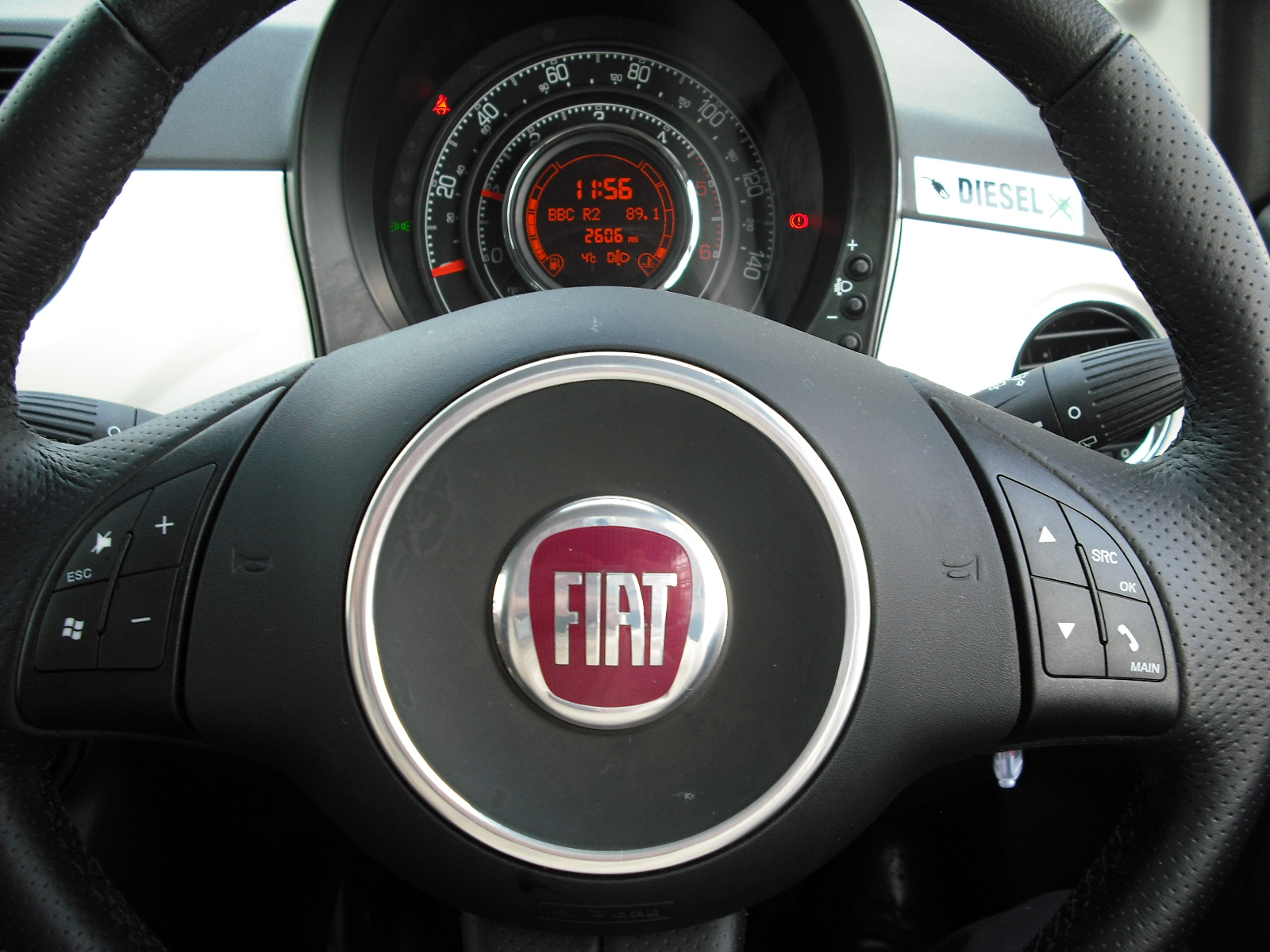
ステアリングホイールとマルチファンクションディスプレイ、メーター